# Robert Lacoste

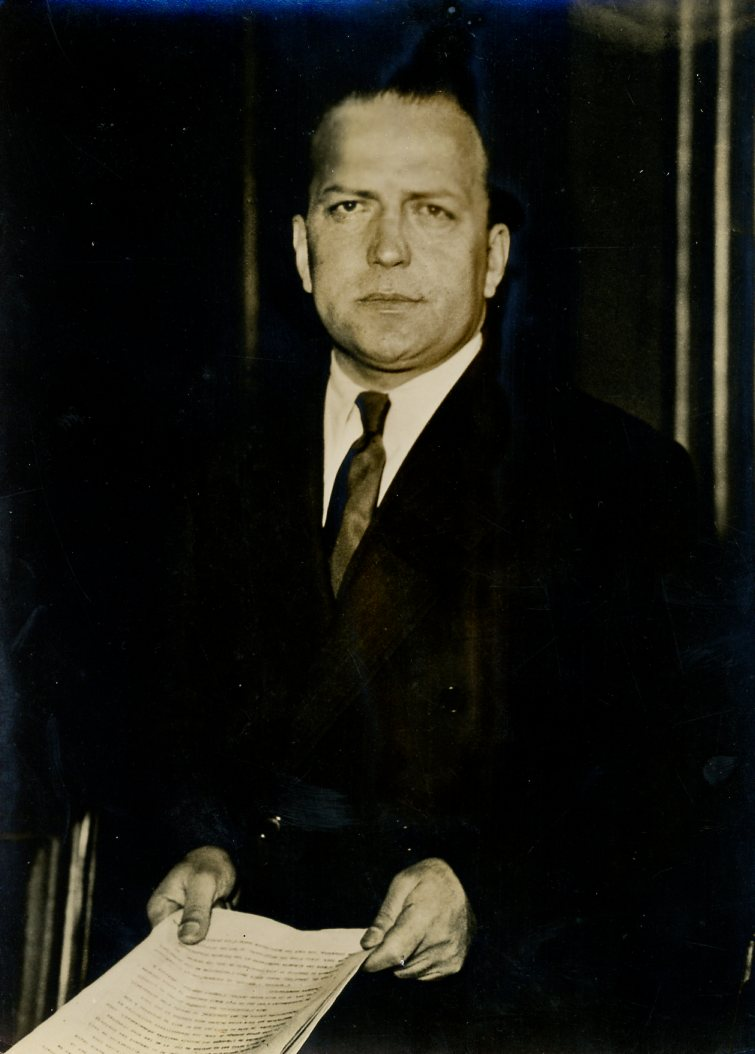
Robert Lacoste (1940)

Robert Lacoste (* 5. Juli 1898 in Azerat; † 8. März 1989 in Périgueux) war ein französischer Politiker aus der Parti socialiste. Bekannt ist er vor allem durch seine Rolle im Algerienkrieg, in dessen Verlauf er 1956 bis 1958 im Kabinett von Guy Mollet Algerienminister Frankreichs war.

## Gewerkschaftsbewegung und Résistance
Nach seinem Jurastudium betätigte sich Robert Lacoste ab 1922 als Gewerkschafter in der Confédération générale du travail (CGT). In den 1930er-Jahren beteiligte er sich an der Bewegung rund um Léon Jouhaux, die zum Ziel hatte, die verschiedenen französischen Gewerkschaften zu bündeln und so die Arbeiterbewegung zu stärken. Zunehmend dominierte die Frage der Stellung in einem folgenden Krieg die Diskussionen in der CGT. Lacoste positionierte sich hier als entschiedener Kriegsgegner.
Nachdem die CGT 1940 zu Beginn des Vichy-Regimes aufgelöst worden war, war er aktiv in der Untergrundbewegung Libération Sud, einem Teil der Résistance, der Kontakt zum Freien Frankreich aufgebaut hatte. Im Umfeld von Jean Moulin traf er aus dem Untergrund Vorbereitungen für die Landung der Alliierten. Er arbeitete für das Komitee für nationale Befreiung, zu dem verschiedene Résistance-Gruppen 1943 fusionierten. 1944 und 1945 war er Industrieminister in der Provisorischen Regierung Frankreichs um Charles de Gaulle.
Lacoste wurde Mitglied der sozialistischen Partei SFIO. Bei den Parlamentswahlen 1946 wurde er in die Nationalversammlung gewählt. Zudem wurde er Bürgermeister von Azerat und hatte dieses Amt bis 1985 durchgehend inne.

## Industrieminister
Léon Blum ernannte Lacoste im Dezember 1946 zum Industrieminister. In diesem Amt wirkte er in der politisch unruhigen Vierten Republik in sieben verschiedenen Kabinetten bis zum Februar 1950.
Die französische Nachkriegszeit war von Armut geprägt, die zentrale Regierungsaufgabe war Mangelverwaltung. Große Teile der Industrie waren verstaatlicht, so dass der Industrieminister eine mächtige Rolle einnahm, da sein Ministerium zentral über weite Teile der Produktion im ganzen Land verfügte.
Der Bergbau stand vollständig unter der administrativen Kontrolle des Industrieministeriums. 1948 wurden hier Maßnahmen getroffen, die als Décrets Lacoste bekannt sind. In diesen Dekreten wurden unter anderem die Löhne und Renten für Minenarbeiter gesenkt, Akkordarbeit eingeführt und die Befugnisse von Betriebsräten zurückgefahren. Daraufhin kam es ab dem 3. Oktober 1948 zu Streiks, durch die die gesamte französische Kohle- und Stahlproduktion zum Erliegen kam. Die Minen wurden besetzt und Barrikaden errichtet. Der ehemalige Gewerkschafter war nun Teil der Regierung, die das Militär zur Räumung der Streikenden einsetzte. Die Streiks waren ein Misserfolg. Robert Lacoste verkündete am 12. November Lohnerhöhungen für die Arbeiter, die bis zum 11. November an ihre Arbeitsplätze zurückgekehrt waren. Die Décrets Lacoste wurden durchgesetzt.

## Algerienminister
Ab 1954 kam es in Französisch-Algerien zunehmend zu Aufständen, bei denen unter Führung der Nationalen Befreiungsfront (FLN) die Loslösung Algeriens von Frankreich gefordert wurde. Daraufhin wurde im Februar 1956 Robert Lacoste zum Algerienminister ernannt, der nun mit der Aufgabe betraut war, den algerischen Widerstand zu brechen, das Land zu befrieden. Lacoste wählte dafür zuerst einen sozialdemokratischen Reformkurs. Er versprach Entwicklungshilfe, höhere Löhne, bessere Bildungsmöglichkeiten und Infrastruktur. Er propagierte, dass eine Loslösung von Frankreich Algerien schaden würde.
In Algier stieg die Zahl der Anschläge gegen französische Strukturen weiter. Die französische Regierung erhöhte daher im Lauf des Jahres 1956 die Zahl der in Algerien stationierten Truppen massiv. Lacoste befürwortete ein hartes Vorgehen gegen die „Terroristen“ der FLN. Nachdem Mitte des Jahres die ersten verurteilten FLN-Mitglieder guillotiniert worden waren, nahm die Zahl der Anschläge noch weiter zu. Robert Lacoste entschied, den Terror mit Terror zu bekämpfen. Im Januar 1957 erteilte er General Jacques Massu weitgehende Vollmachten, rief den Ausnahmezustand aus und stellte Algier damit unter militärische Kontrolle. Die Schlacht von Algier begann, in der die französische Armee das Ziel hatte, die FLN auszulöschen. Robert Lacoste sprach sich für den Einsatz von Massenverhaftungen und Folter aus, was General Massu auf Basis der ihm erteilten umfassenden Sondervollmachten weisungsgemäß umsetzen ließ. Während der Schlacht von Algier verschwanden ca. 3000 Menschen spurlos; führende Politiker, die für ein freies Algerien eintraten, wie Ali Boumendjel und Larbi Ben M'hidi, wurden ermordet.
Am 8. Mai 1958 verließ Lacoste Algerien Richtung Frankreich, da sich der Putsch d’Alger anbahnte. Er stimmte der neuen Verfassung und der Wiedereinsetzung Charles de Gaulles als Staatspräsident zu. Bei den ersten Wahlen zur Nationalversammlung verlor die SFIO deutlich an Stimmen und Lacoste schied aus dem Parlament aus.

## Nach 1962
1962 wurde Robert Lacoste erneut in die Nationalversammlung gewählt, in der er bis 1968 Abgeordneter blieb. Von 1971 bis 1980 war er Senator des Département Dordogne. Er starb 1989 verwitwet im Alter von 90 Jahren und liegt in Azerat begraben.